# تليل (سوريا)
هي قرية من أجمل قرى الحديثة في سوريا و يسكنها الشركس يبلغ تعداد سكانها حوالي 1000 إلى 1500 نسمة وتبعد حوالي 17 كم عن مركز مدينة حمص.